# 삼진 (기업)
주식회사 삼진은 경기도 안양시에 본사를 둔 리모콘 제조 기업이다.